# پیوتر ویازمسکی
پیوتر ویازمسکی (روسی: Пëтр Андре́евич Вя́земский؛ IPA: [ˈpʲɵtr ɐnˈdrʲejɪvʲɪt͡ɕ ˈvʲæzʲɪmskʲɪj]; ۱۲ ژوئیهٔ ۱۷۹۲ – ۱۰ نوامبر ۱۸۷۸) شاعر، مترجم، زبان‌شناس، نویسنده، روزنامه‌نگار، منتقد ادبی، و تاریخ‌نگار اهل امپراتوری روسیه بود.